# Anisodes minorata
Anisodes minorata là một loài bướm đêm trong họ Geometridae.